# VERITAS (Sonda)
VERITAS (Venus Emissivity, Radio Science, InSAR, Topography, and Spectroscopy [Emissividade de Vênus, Rádio Ciência, InSAR, Topografia e Espectroscopia]) é uma missão futura do Laboratório de Propulsão a Jato (JPL) da NASA para mapear a superfície do planeta Vênus com alta resolução. A combinação de topografia, espectroscopia no infravermelho próximo e dados de imagem de radar fornecerão conhecimento da história tectônica e de impacto de Vênus, gravidade, geoquímica, o tempo e os mecanismos de recapeamento vulcânico e os processos do manto responsáveis por eles.
Em 30 de setembro de 2015, a VERITAS foi selecionada como uma das cinco finalistas. VERITAS foi novamente proposto para o Programa de Descoberta em 2019 e foi selecionado para financiamento da Fase A em 13 de fevereiro de 2020. Em 2 de junho de 2021, ele foi selecionado, junto com o DAVINCI +, para voar como uma das próximas missões de descoberta. Cada missão receberá aproximadamente US $ 500 milhões em financiamento e será lançada entre os anos de 2028 e 2030.